# Pleurothallis cardiothallis
Pleurothallis cardiothallis är en orkidéart som beskrevs av Heinrich Gustav Reichenbach. Pleurothallis cardiothallis ingår i släktet Pleurothallis och familjen orkidéer. Inga underarter finns listade i Catalogue of Life.